# روي دي رويتر
روي دي رويتر (بالهولندية: Roy de Ruiter)‏ هو لاعب كرة قدم هولندي في مركز الهجوم، ولد في 19 أغسطس 1989 في فاخينينجن في هولندا. لعب مع أغوف أبيلدورن وتوب أوس وفيتيسه آرنهم.